# مدرسة طب أستون
مدرسة طب أستون (اختصارًا AMS) هي مدرسةٌ طبيةٌ تعد جزءًا من جامعة أستون، وتقع في وسط مدينة برمنغهام (ثاني أكبر مدينة في المملكة المتحدة).

## روابط خارجية
- الموقع الرسمي